# Хирондо, Оливерио
Оливе́рио Хиро́ндо (исп. Oliverio Girondo, 17 октября 1891, Буэнос-Айрес — 24 января 1967, там же) — аргентинский поэт-авангардист.

## Биография
Из обеспеченной семьи, учился во Франции и Великобритании, с детства много путешествовал. Рано начал писать. В 1911 создал эфемерный литературный журнал Комедия, в 1919 — журнал Форштевень (вместе с Рикардо Гуиральдесом), ставший одним из органов литературного авангарда Аргентины. В начале 1920-х побывал в Париже (где познакомился с Жюлем Сюпервьелем) и в Мадриде, где в богемном кафе Помбо познакомился с Рамоном Гомесом де ла Серна. Был близок к ультраизму и группе Флорида, куда входили Маседонио Фернандес, Борхес, Леопольдо Маречаль и др. Представлял в этом движении наиболее радикальное крыло (сб. «Двадцать стихотворений для чтения в трамвае», 1922). В 1924 стал автором манифеста еще одного авангардистского журнала Мартин Фьерро, основанного Самуэлем Глусбергом. Борхес рецензировал книгу стихов Хирондо Кальки (1925). В 1934 Хирондо познакомился с Лоркой и Нерудой, которые приезжали в Буэнос-Айрес. В 1943 женился на писательнице Норе Ланге, также принадлежавшей к кругу Борхеса. С 1950 занимался живописью, но никогда не выставлялся. Вместе с поэтом-сюрреалистом Энрике Молиной перевел Лето в аду Артюра Рембо (опубл. 1959).
После автомобильной аварии в 1961 остался обездвиженным. Похоронен на буэнос-айресском кладбище Реколета.

## Произведения
- Veinte poemas para leer en el tranvía (1922)
- Calcomanías (1925)
- Espantapájaros (1932)
- Interlunio (1937, повесть)
- Persuasión de los días (1942)
- Campo nuestro (1946)
- En la masmédula (1953, второе дополненное изд. 1956)

## Посмертная судьба
Последнюю, наиболее зрелую книгу поэта сравнивают с этапным для латиноамериканской лирики сборником Сесара Вальехо Трильсе. Поэзию Хирондо заново открыли так называемые новейшие испанские поэты (Пере Жимферрер и др.). Его стихи, вместе с произведениями Марио Бенедетти и Хуана Хельмана, легли в основу фильма аргентинского кинорежиссёра Элисео Субьелы «Темная сторона сердца», получившего 12 национальных и международных премий (1992, см.: ).

## Публикации на русском языке
- Стихи/ Пер. Сергея Гончаренко// Поэзия Аргентины. М.: Художественная литература, 1987, с.150-159